# J'adore hardcore
J'adore hardcore è un brano musicale del gruppo tedesco Scooter, pubblicato nel 2009 come primo singolo estratto dall'album Under the Radar Over the Top, pubblicato il 14 agosto dello stesso anno.

## Tracklist

### CD single (2-tracce)
1. J'adore hardcore (Radio Edit) – 3:47
2. J'adore hardcore (Extended Mix) – 5:39

### CD single
1. J'adore hardcore (Radio Edit) – 3:47
2. J'adore hardcore (Melbourne Club Mix) – 5:51
3. J'adore hardcore (Extended Mix) – 5:39
4. J'adore hardcore (Megastylez Edit) – 3:19
5. Dushbag – 4:38

### Download
1. J'adore hardcore (Radio Edit) – 3:47
2. J'adore hardcore (Melbourne Club Mix) – 5:51
3. J'adore hardcore (Extended Mix) – 5:39
4. J'adore hardcore (Megastylez Edit) – 3:19
5. J'adore hardcore (Megastylez Remix) – 6:02
6. Dushbag – 4:38

### Vinile 12"
1. J'adore hardcore (Melbourne Club Mix) – 5:51
2. J'adore hardcore (Extended Mix) – 5:39
3. J'adore hardcore (Megastylez Remix) – 6:02
4. J'adore hardcore (Eric Chase Remix) – 5:50

## Video musicale
Il video del singolo contiene riprese live del concerto degli Scooter a Differdange in Lussemburgo, i ballerini Pae e Sarah che eseguono il Melbourne Shuffle per le strade di Melbourne (Australia) e delle scene in auto di HP Baxxter, il frontman degli scooter, registrati a Maiorca (Spagna). Il 30 luglio 2009, durante le riprese video, HP Baxxter era quasi una vittima di un attentato con un'autobomba. Michael Simon, membro della band, ha scritto sulla sua pagina MySpace che Baxxter era rimasto illeso. Simon disse che in seguito ad un furto, Baxxter andò a riferire alla polizia dell'accaduto e quando la polizia lo mandò via per trovare un traduttore dal tedesco allo spagnolo, dopo pochi minuti la bomba esplose. 
Il video fu pubblicato in anteprima sul sito web della Kontor Records il 7 agosto 2009. Una versione estesa del video è stata pubblicata in concomitanza con l'uscita del singolo, il 13 agosto 2009.

## Campioni
- Le parole pronunciate nella canzone "J'adore hardcore" sono state realizzate da Maddy Julien, una fan francese della band. Julien è stata contattata tramite il social network Facebook e le fu chiesto di registrare un campione. Questo fu registrato nel bagno di un treno con un telefono cellulare e inviato allo studio. Julien è diventata la prima cantante francese in una canzone degli Scooter.
- La melodia del ritornello è un campionamento della canzone "Chase The Sun" dei Planet Funk presa dal loro album del 2002 Non Zero Sumness e del brano del DJ olandese The Pitcher "I Just Can't Stop".